# Eclissi solare del 3 febbraio 1916
L'eclissi solare del 3 febbraio 1916 è un evento astronomico che ha avuto luogo il suddetto giorno attorno alle ore 16.00 UTC.
L'eclissi, di tipo totale, è stata visibile in alcune parti del Nord America, del Sud America (Colombia e Venezuela), dell'Africa e dell'Oceano Atlantico.
L'eclissi del 3 febbraio 1916 divenne la prima eclissi solare nel 1916 e la 35ª nel XX secolo . La precedente eclissi solare si è verificata il 10 agosto 1915, la seguente il 30 luglio 1916.
La durata della fase massima dell'eclissi è stata di 2 minuti e 36 secondi e l'ombra lunare sulla superficie terrestre raggiunse una larghezza di 108 km;Il punto di massima totalità è avvenuto in mare, appena al largo della costa del Venezuela, in località Puerto Cabello.

## Osservazioni a fini scientifici
L'Osservatorio Astronomico Nazionale dell'Argentina, ora Osservatorio di Córdoba, ha inviato un gruppo di osservazione a Tucacas, cittadina sulla costa nello stato di Falcon, Venezuela, per osservare l'evento. A causa della depressione economica causata dalla prima guerra mondiale,  non è stato possibile spedire la migliore attrezzatura al sito di osservazione.
Il gruppo di osservazione lasciò Cordoba, in Argentina, il 2 dicembre 1915 e arrivò a Tucacas il 14 gennaio 1916. Durante la prima settimana dopo l'arrivo a Tukacas piovve molto. C'era ancora una forte pioggia al mattino del giorno dell'eclissi, dopodiché il tempo migliorò. Quando avvenne la fase di totalità c'era solo uno strato di nebbia nel cielo che interferì solo leggermente con l'osservazione. Il gruppo scientifico ha effettuato ha scattato foto della corona e osservazioni dello spettro. I dati osservativi sono stati utilizzati in comparazione con un'eclissi avvenuta sempre a Falcon il 26 febbraio 1998.

## Eclissi correlate

### Eclissi solari 1913 - 1917
Questa eclissi è un membro di una serie semestrale. Un'eclissi in una serie semestrale di eclissi solari si ripete approssimativamente ogni 177 giorni e 4 ore (un semestre) in nodi alternati dell'orbita della Luna.

### Ciclo di Saros 139
L'evento fa parte della serie di Saros 139, che si ripete ogni 18 anni, 11 giorni, 8 ore, comprendente 71 eventi. La serie è iniziata con l'eclissi solare parziale il 17 maggio 1501. Contiene eclissi ibride dall'11 agosto 1627 al 9 dicembre 1825 ed eclissi totali dal 21 dicembre 1843 al 26 marzo 2601. La serie termina al membro 71 con un'eclissi parziale il 3 luglio 2763. Tutte le eclissi di questa serie si verificano nel nodo ascendente della Luna.